# Deutschlandfunk
Pour les articles homonymes, voir DLF.

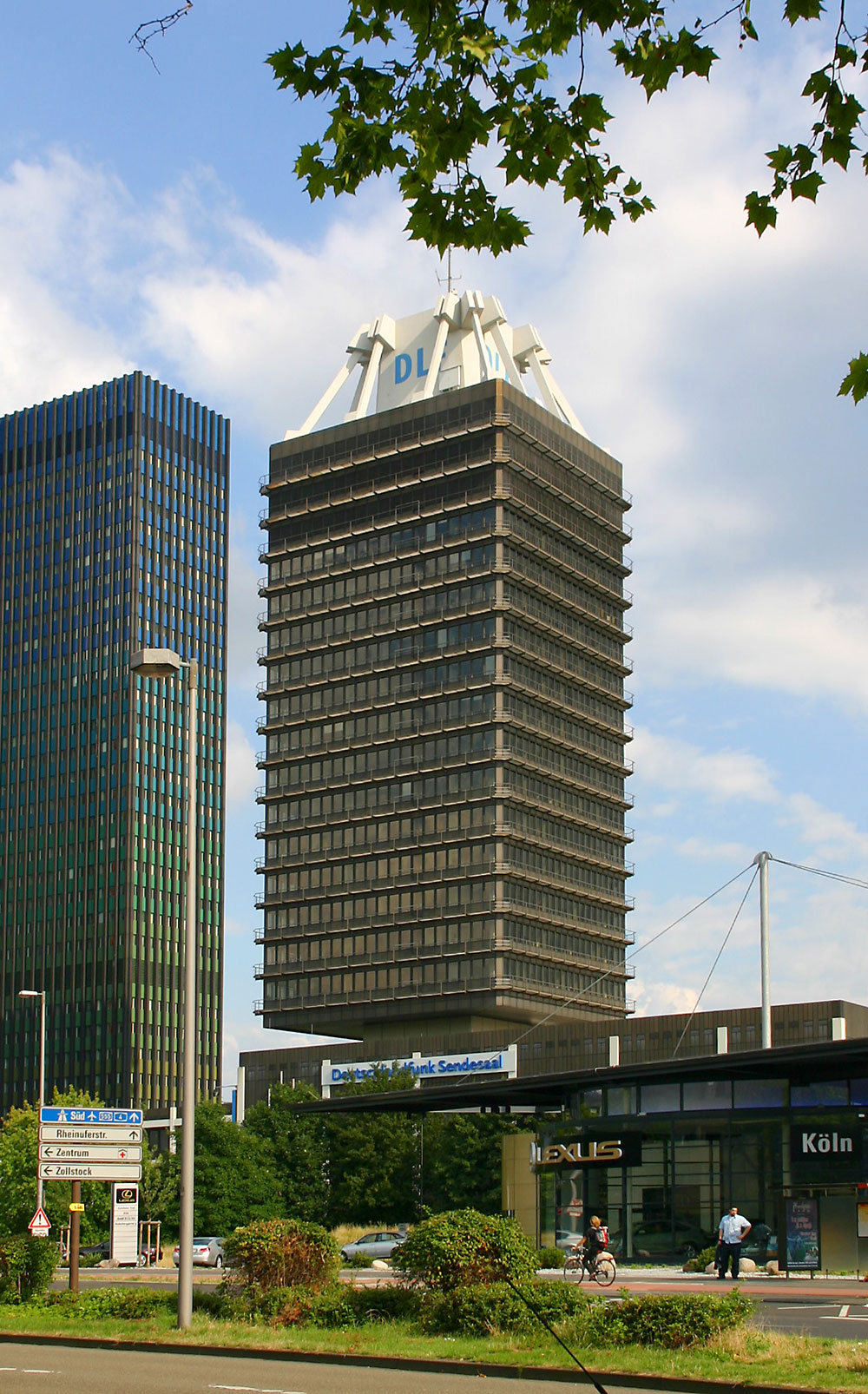
Siège de la Deutschlandfunk

Deutschlandfunk (DLF) est une station de radio publique allemande d'information produite par Deutschlandradio.

## Histoire

### Débuts
Dans les années 1950, la République démocratique allemande (RDA) commença à diffuser la station Deutschlandsender en ondes longues. Par réaction, le Nordwestdeutscher Rundfunk, station de radio de l'ensemble de la zone britannique, demanda une licence pour créer une station en ondes longues similaire. Elle obtint la concession en 1956.
En 1960 le Gouvernement fédéral ouest-allemand déclara que si diffuser pour l’Allemagne est un droit garanti aux Länder, diffuser depuis l’Allemagne vers l'extérieur est une compétence fédérale, car cela relève des affaires étrangères. Aussi le gouvernement de Konrad Adenauer décida-t-il de créer le Deutschlandfunk, une société nationale de diffusion basée à Cologne.
Quand la licence de diffusion du Norddeutscher Rundfunk arriva à expiration, le gouvernement fédéral s'empara des fréquences libérées pour la diffusion de sa nouvelle création, qui commença à émettre le 1er janvier 1962.
Le Deutschlandfunk eut également pour mission, pendant la Guerre froide, de diffuser des émissions en allemand en direction des minorités germanophones d'Europe de l'Est.

### Après la Réunification
Après la Réunification, la Deutsche Welle absorba Radio Berlin International, le service extérieur de la radio est-allemande, et prit en charge les langues jusqu'alors pratiquées au Deutschlandfunk. L'orientation de la station changea : elle fut incorporée à l'ARD et devient le diffuseur radiophonique national de l'Allemagne unifiée.
L'ARD divisa alors l'activité du Deutschlandfunk en deux services : DeutschlandRadio Berlin (renommée depuis lors en Deutschlandradio Kultur), station culturelle, et Deutschlandfunk, station d’information.
Les studios se situent aujourd'hui encore à Cologne. La station ne diffuse pas de publicité.

## Organisation

### Dirigeants de 1960 à 1993
- 1960-1966 : Hermann Franz Gerhard Starke
- 1966-1972 : Franz Thedieck
- 1973-1976 : Reinhard Appel
- 1976-1988 : Richard Becker
- 1988-1992 : Edmund Gruber
- 1992-1993 : Dettmar Cramer, par intérim jusqu'à la fusion avec Deutschlandradio

Depuis le 1er janvier 1994, Deutschlandfunk fait partie de Deutschlandradio et dépend donc de sa direction.

## Programmation
La programmation se compose surtout d'information et de documentaires, et couvre la politique, l'économie et les sciences. La musique y tient une place limitée.

### Information
La station diffuse des bulletins d'information chaque heure, puis un quart d'heure après.
Un magazine d'information matinale est diffusé durant la fin de semaine entre 5 et 9 h avec de fréquents bulletins d'information. D'autres magazines d'information sont diffusés entre midi et 18 h. Le principal bulletin d'information du soir est diffusé à 23 h.

### Coopération internationale
Deutschlandfunk fournit des programmes pour la station germanophone BRF-DLF située à Bruxelles, en Belgique. Elle collabore aussi avec BRF1, la principale station du diffuseur belge germanophone Belgischer Rundfunk (BRF).

### Correspondants[1]
- Berlin, Allemagne : Sabine Adler (Spécialiste de l'Europe de l'Est)
- Bruxelles, Belgique : Bettina Klein et Peter Kapern (Institutions européennes)
- Londres, Royaume-Uni : Christine Heuer
- Moscou, Russie : Florian Kellermann
- Paris, France : Christiane Kaess
- Prague, Tchéquie : Peter Lange
- Washington DC, États-Unis : Doris Simon

## Diffusion

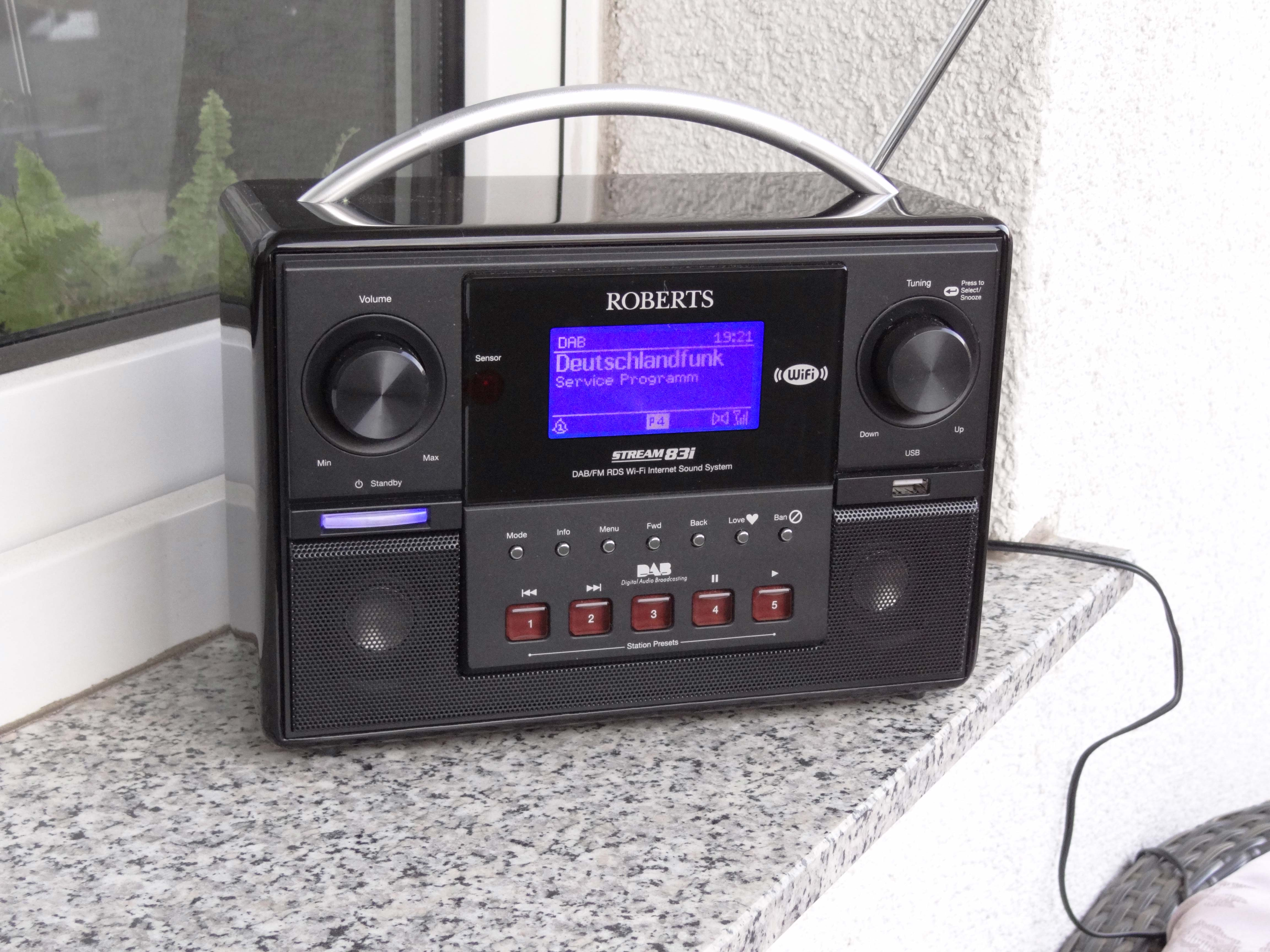
Deutschlandfunk sur DAB+

### Émetteurs
Jusqu'au 23 novembre 1978, Deutschlandfunk était diffusé sur ondes longues depuis l’émetteur de Donebach et sur ondes moyennes depuis Bad Dürrheim, Cremlingen, Ravensburg, Ehndorf et Mainflingen.
Avec la validation du plan de Genève, l'émetteur de Bad Dürrheim fut abandonné. En 1979, le nouvel émetteur à ondes longues d'Erching, puis les émetteurs à ondes moyennes de Nordkirchen et de Thurnau sont mis en service. Le 1er janvier 1989, l'émetteur d'Aholming remplace celui d'Erching et permet une diffusion 24 heures sur 24 sur la seconde fréquence en ondes longues. Le 1er octobre 1994 l'émetteur d'Heusweiler, utilisé jusqu'alors pour diffuser les programmes d'Europawelle Saar, commence à diffuser ceux du Deutschlandfunk. Enfin, l'émetteur à ondes moyennes de Mainflingen s'arrête le 31 décembre 1994.

### Ondes longues
- Donebach (153 kHz). Arrêt des émissions le 31 décembre 2014 à minuit.
- Aholming (207 kHz). Arrêt des émissions le 31 décembre 2014 à minuit.

### Ondes moyennes

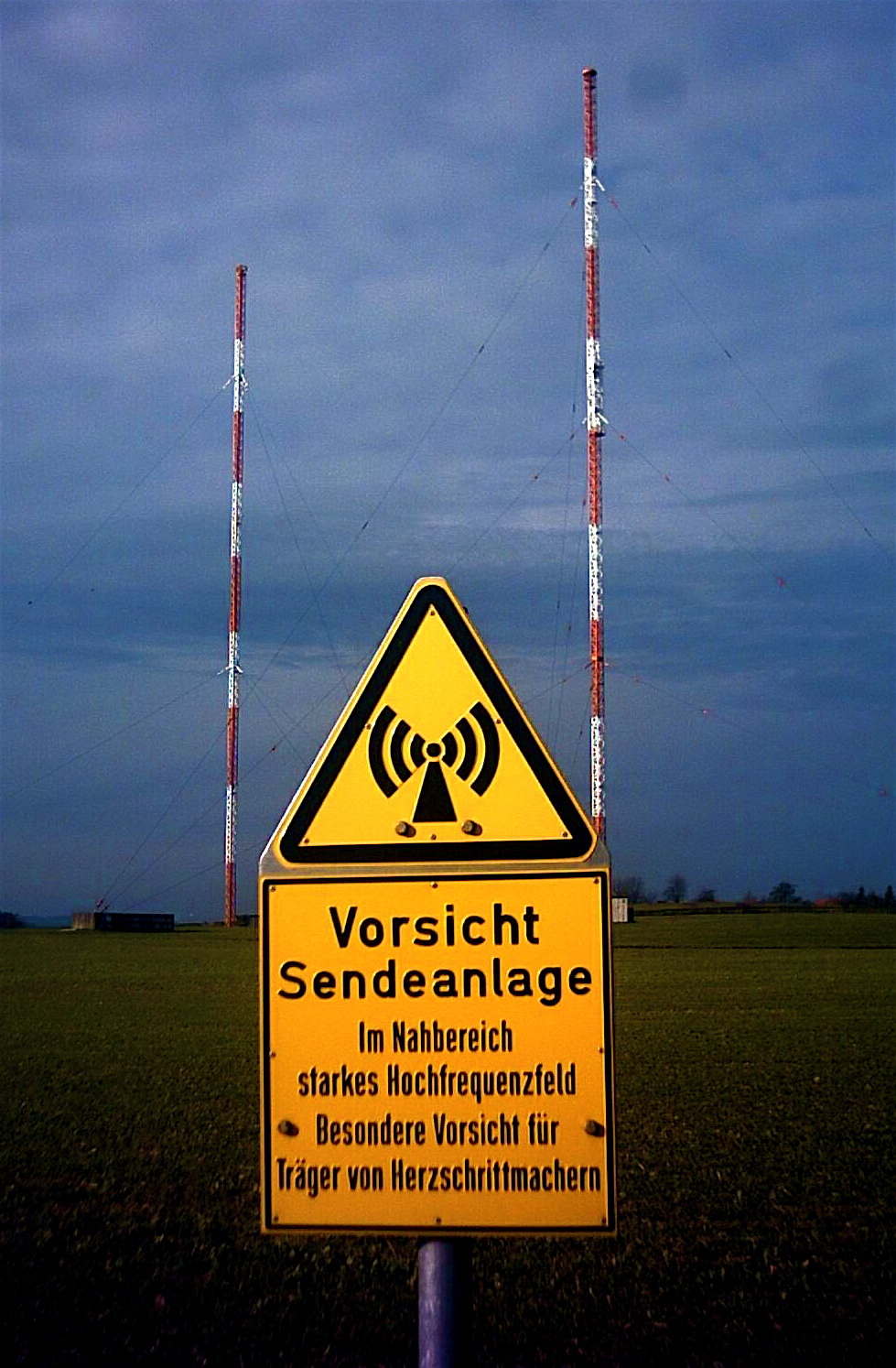
Emetteur de Ravensbourg

- Nordkirchen (549 kHz) Arrêt des émissions le 31 décembre 2015 à minuit.
- Thurnau (549 kHz) Arrêt des émissions le 31 décembre 2015 à minuit.
- Cremlingen (756 kHz) Arrêt des émissions le 31 décembre 2015 à minuit.
- Ravensbourg (756 kHz) Arrêt des émissions le 31 décembre 2015 à minuit.
- Ehndorf (1 269 kHz) Arrêt des émissions le 31 décembre 2015 à minuit.
- Heusweiler (1 422 kHz) : puissance de l'émetteur : 1 200 kW Arrêt des émissions le 31 décembre 2015 à minuit.

Jusqu'au 31 décembre 2015 à minuit, les émetteurs à ondes moyennes du Deutschlandfunk diffusaient leur signal à travers la plus grande partie de l'Europe durant la nuit. À l'exception de celui de Heusweiler, ils sont tous la propriété de la Deutsche Telekom AG.